# Коннелл, Грант
Грант Ко́ннелл (англ. Grant Connell; род. 17 ноября 1965 в Реджайне, Саскачеван) — канадский профессиональный теннисист, специализировавшийся на игре в парах. Бывшая первая ракетка мира в парном разряде (в 1993 и 1994 годах), победитель 22 турниров в парном разряде, в том числе чемпионата АТР-тура (1995), финалист Уимблдонского турнира (трижды) и Открытого чемпионата Австралии (1990).

## Спортивная карьера
Начав серьёзно заниматься теннисом в 15 лет, Грант Коннелл два года выступал за студенческую сборную Техасского университета A&M. Первых успехов в профессиональном теннисе он добился в паре со своим соотечественником Гленном Мичибатой, вместе с которым выиграл четыре турнира АТР и дошёл до финала Открытого чемпионата Австралии.
После ухода Мичибаты из спорта новым партнёром Коннелла становится американец Патрик Гэлбрайт. Вместе с 1993 по 1995 год они выигрывают 12 турниров, в том числе чемпионат АТР-тура 1995 года, и дважды подряд выходят в финал Уимблдонского турнира (оба раза уступая австралийцам Вудбриджу и Вудфорду). В конце 1993 года Коннелл впервые возглавляет рейтинг ATP среди теннисистов в парном разряде (ещё дважды он возвращался на первую позицию в 1994 году).
Последним постоянным партнёром Коннелла стал Байрон Блэк из Зимбабве, с которым Коннелл выиграл четыре турнира АТР за 1996 год и в третий раз попал в финал Уимблдонского турнира, снова проиграв там Вудбриджу и Вудфорду. На Олимпиаде в Атланте Коннелл с ещё одним своим соотечественником, Даниэлем Нестором, проиграл во втором круге будущим финалистам из Великобритании Броуду и Хэнману. Коннелл зачехляет ракетку после матча Кубка Дэвиса против сборной Словакии в сентябре 1997 года, в котором они с Нестором одержали единственную победу (Словакия выиграла 4-1). К моменту окончания карьеры общая сумма призовых, заработанных Коннеллом (2,9 млн долларов), была выше, чем у любого другого канадского теннисиста до него.
Коннелл, сильный парный игрок, намного слабей выступал в одиночном разряде. В турнирах АТР он не проходил дальше полуфинала (дважды в 1991 году и один раз в 1992 году), и побед добился только в двух «челленджерах» (в том числе в 1987 году в Хельсинки обыграл в финале Александра Зверева 7-6, 6-2). Из лидеров мирового тенниса ему удалось обыграть только Ивана Лендла и Горана Иванишевича, который на тот момент был далёк от своей лучшей формы (16 место в рейтинге). При этом в Кубке Дэвиса Коннелл достойно выступал не только в парах (15 побед, 9 поражений), но и в одиночном разряде (8 побед, 3 поражения). Три его победы в матче 1990 года со сборной Нидерландов позволили сборной Канады впервые в истории выйти в Мировую группу Кубка Дэвиса, а на следующий год также тремя победами в матче с кубинцами Коннелл помог своей команде остаться в Мировой группе ещё на год.

### Участие в финалах турниров Большого шлема в мужском парном разряде (4)

#### Поражения (4)
| Год  | Турнир                       | Партнёр         | Соперники в финале         | Счёт в финале      |
| 1990 | Открытый чемпионат Австралии | Гленн Мичибата  | Дани Виссер Питер Олдрич   | 4-6, 6-4, 1-6, 4-6 |
| 1993 | Уимблдонский турнир          | Патрик Гэлбрайт | Тодд Вудбридж Марк Вудфорд | 5-7, 3-6, 6-74     |
| 1994 | Уимблдонский турнир (2)      | Патрик Гэлбрайт | Тодд Вудбридж Марк Вудфорд | 6-73, 3-6, 1-6     |
| 1996 | Уимблдонский турнир (3)      | Байрон Блэк     | Тодд Вудбридж Марк Вудфорд | 6-4, 1-6, 3-6, 2-6 |

### Участие в финалах чемпионата АТР-тура в мужском парном разряде (1)

#### Победы (1)
| Год  | Покрытие | Партнёр         | Соперники в финале       | Счёт в финале         |
| 1995 | Ковёр    | Патрик Гэлбрайт | Пол Хаархаус Якко Элтинг | 7-66, 7-66, 3-6, 7-62 |

## Дальнейшая карьера
Окончив выступления в возрасте 31 года, Коннелл перебрался с женой и пятью детьми в Уэст-Ванкувер, где нашёл работу в качестве агента по торговле недвижимостью, в дальнейшем присоединившись к крупной международной фирме Sotheby’s. Квартирный бум в Британской Колумбии в конце первого и начале второго десятилетия XXI века обеспечил Коннеллу заработки, по его собственной оценке, совместимые с общей суммой призовых, завоёванных в профессиональном теннисном туре.